# Municipio de Hueytlalpan
El municipio de Hueytlalpan (del náhuatl: huey, tlalli, pan ‘grande; tierra; sobre o en’‘En tierras grandes’) es uno de los 217 municipios que conforman al estado de Puebla, México. Fue fundado en 1895 y su cabecera es la ciudad de Hueytlalpan.

## Historia
Los primeros asentamientos del municipio fueron creados por la tribu Totonaca, la cual posteriormente fue tributaria de Texcoco. Durante el siglo XVI el territorio fue conquistado por Pedro Cintos de Portillo y Hernando de Salazar, quienes fueron encomenderos del territorio. En 1531 la encomienda pasó a ser propiedad de la corona española y fue nombrada como corregimiento. Durante el siglo XIX perteneció al antiguo Distrito de Zacatlán, en 1895 fue declarado como un municipio autónomo.

## Geografía
El municipio está a una altitud promedio de 940 m s. n. m. y abarca una superficie de 42.29 km². Limita al norte con el municipio de Olintla, al este con Ixtepec, al sur con Zapotitlán de Méndez y al oeste con Camocuautla.
|                    | Norte: Olintla            |               |
| Oeste: Camocuautla |                           | Este: Ixtepec |
|                    | Sur: Zapotitlán de Méndez |               |

## Demografía
De acuerdo al último censo, realizado en 2010, el municipio posee una población de 5734 habitantes, dándole una densidad de población de 135.6 habitantes por kilómetro cuadrado.

## Cultura y tradiciones
En este municipio todavía puede apreciarse la indumentaria típica de los Totonacas, sobre todo entre las mujeres.  Dicha indumentaria consta de falda blanca de manta y blusa bordada con flores.  Las mujeres casadas también utilizan una faja de color rojo.  En el caso de los hombres se utilizan calzón y camisa de manta.  Algunas veces se utiliza un paliacate rojo al cuello y sombrero.  Muchas personas, todavía hablan Totonaco.
El santo patrón de Hueytlalpan es San Andrés.  La fiesta se celebra el día 30 de noviembre y es precedida por la novena.  Cada año se cambian las decoraciones del templo, conocidas como "ceras".